# 台湾木姜子
台湾木姜子（学名：Litsea hayatae）为樟科木姜子属下的一个种。此种以日本植物学家早田文藏命名。